# Dalophis multidentatus
Dalophis multidentatus is een straalvinnige vissensoort uit de familie van slangalen (Ophichthidae). De wetenschappelijke naam van de soort is voor het eerst geldig gepubliceerd in 1972 door Blache & Bauchot.